# Ever Fallen in Love (With Someone You Shouldn’t’ve)
Ever Fallen in Love (With Someone You Shouldn’t’ve) ist ein Lied aus dem Jahr 1978 der britischen Punk-Band Buzzcocks. Der Text stammt von Gitarrist Pete Shelley. Der Song erreichte Nummer 12 in den UK Singles Charts und erschien auf ihrem zweiten Studioalbum Love Bites.

## Entstehung
Im November 1977 waren die Buzzcocks auf einer Headliner-Tour in Großbritannien unterwegs. Vor einem Auftritt im Clouds (auch bekannt als Cavendish Ballroom) in Edinburgh, verbrachten sie dort eine Nacht. Pete Shelley erinnert sich später:
„Wir saßen im Blenheim Guest House mit Bier-Schoppen im Fernsehzimmer und sahen uns nur so nebenbei Guys and Dolls an. Eine der weiblichen Charaktere, Adelaide, sagte zu Marlon Brandos Figur: ‚Wait till you fall in love with someone you shouldn’t have.‘ (Deutsch: „Warte bis du dich in jemanden verliebst, in den du dich nicht verlieben solltest.“) Ich dachte ‚in jemanden verliebt sein, in den du nicht verliebt sein solltest?‘ Hmm, das ist gut.“
Am darauffolgenden Tag schrieb Shelley den Liedtext in einem Van vor dem Hauptpostamt in der Nähe des Waterloo Platzes. Die Musik dazu folgte kurz darauf. In einem Interview sagte Shelley, dass das Lied von einem Mann namens Francis Cookson handelt, mit dem er sieben Jahre lang zusammen lebte.

## Musik und Liedtext
Die Musik und der Liedtext, wie auch der Gesang, sind geistiges Eigentum von Shelley. Das Lied hat eine Verse–Chorus-Struktur und ist in E-Dur. Sowohl der Verse als auch der Chorus starten mit C# Moll-Akkord (sechste Tonstufe in E-Dur und Paralleltonart zu E-Dur), die „[dem Lied] einen deutlichen Downbeat geben, mit einem kantigen Gefühl.“ Die Moll-Akkorde und der B-Dur-D-Dur-Wechsel im Akkord sind ungewöhnlich für ein Punk Lied der 70er, dennoch tragen sie zu seiner ohrenbetäubenden Natur bei, zusammen mit der Gesangsmelodie. Die Strophen weisen ein Gitarrenriff und ein Doppelschlag Tomtom Muster über dem E-Akkord auf. Die Gesangsmelodie reicht von G#3 bis zum Bariton in F#4 in den Strophen und im Refrain; am Ende erreicht Shelley einen Tenor G4 und dann einen G#4.
Jason Heller vom Pitchfork beschreibt die Musik mit den Worten „Die Gitarren kochen und die Beats umklammern Dich. Shelley singt wie ein Mann, dessen gesamte Existenz an einem einzigen ausgefransten Nerv hängt.“

## Rezeption
Das Lied erreichte Platz 1 unter den „Tracks of the Year“ 1978 des New Musical Express. Der Kritiker Ned Raggett beschreibt das Lied als ein „verdientermaßen wohlbekanntes Meisterwerk.“ Mark Deming bemerkte, „Pete Shelleys Grundformel bei den Buzzcocks bestand darin, die Geschwindigkeit und den emotionalen Unmut der Punkmusik mit den Melodien der Schulschwänzer und der Jungen/Mädchen-Thematik des klassischen Pop/Rock zu verbinden. Als er diese Denkweise auf das klassischste Popthema, die unerwiderte Teenagerliebe, bezog, kreierte er eines seiner besten Lieder mit 'Ever Fallen in Love?'“
Als Pitchfork Autor nannte Jason Heller das Lied „die Spitze...des Buzzcocks Erbe“ („the peak...of the Buzzcocks' legacy“) und bemerkte „It’s a tribute not only to the notion that punk can be a thoughtful expression of naked feeling, but to Buzzcocks’ idiosyncratic embrace of the finer points of classic pop songcraft.“ (Deutsch: „Es ist nicht nur ein Tribut an die Vorstellung, dass Punk ein nachdenklicher Ausdruck nackter Gefühle sein kann, sondern auch an Buzzcocks idiosynkratische Umarmung der Feinheiten des klassischen Pop-Lieder-Kunsthandwerks.“)

## Coverversionen
- Die britische Band Fine Young Cannibals landete einen Nummer 9 Hit mit ihrer Coverversion im Vereinigten Königreich, die damals für den Soundtrack des Films Gefährliche Freundin aufgenommen wurde[12] und später auf ihrem Album The Raw & the Cooked enthalten war.[13]
- 2011 wurde das Lied gecovert von der neuseeländischen Soap Opera Shortland Street für ihre Winterstaffel mit einem Jazz-Feeling, gesungen von Amanda Billing, die die Ärztin Sarah Potts verkörpert. Es passte zu der Handlung mit ihrer Figur, die mit dem Kind ihres Ex-Mannes TK Samuels schwanger war und er mit seiner Verlobten weg zog. Ihre Version erreichte Platz 24 in Neuseeland.[14]
- Ein weiteres Cover des Liedes wurde am 21. November 2005 herausgegeben als eine gemeinnützige Tributsingle für DJ John Peel. Als Künstler wirkten Roger Daltrey (The Who), The Datsuns, The Futureheads, David Gilmour (Pink Floyd), Peter Hook (New Order), Elton John, El Presidente, Robert Plant (Led Zeppelin), Pete Shelley und die Soledad Brothers mit. Die Single wurde unterstützt von Peels Sohn, Tom Ravenscroft, und die Erlöse gingen an Amnesty International.[15]
- Die Band Thursday coverte das Lied im Jahr 2005, als Teil des Soundtracks zu dem Videospiel Tony Hawk’s American Wasteland.[16]
- Ein weiteres Cover von Pete Yorn erschien auf dem Soundtrack zu Shrek 2 aus dem Jahr 2004.[17]
- Die kanadische Punkrock Band Pup führte eine Version des Liedes im Juli 2014 für The A.V. Club A.V. Undercover Serie auf.[18]
- Die französische Band Nouvelle Vague fertigte ein Cover des Liedes an für ihr im Jahr 2006 erschienenes Album Bande à Part.[19]
- Die bermudische Musikerin, Sängerin und Dichterin Heather Nova coverte das Lied im Jahr 2022 auf ihrem Album Other Stories

## Chartplatzierungen
| ChartsChartplatzierungen     | Höchstplatzierung | Wochen |
| ---------------------------- | ----------------- | ------ |
| Vereinigtes Königreich (OCC) | 12 (12 Wo.)       | 12     |

| ChartsChartplatzierungen     | Höchstplatzierung | Wochen |
| ---------------------------- | ----------------- | ------ |
| Deutschland (GfK)            | 19 (14 Wo.)       | 14     |
| Vereinigtes Königreich (OCC) | 9 (10 Wo.)        | 10     |

| ChartsChartplatzierungen     | Höchstplatzierung | Wochen |
| ---------------------------- | ----------------- | ------ |
| Vereinigtes Königreich (OCC) | 28 (3 Wo.)        | 3      |

| ChartsChartplatzierungen | Höchstplatzierung | Wochen |
| ------------------------ | ----------------- | ------ |
| Neuseeland (RMNZ)        | 24 (1 Wo.)        | 1      |

## Auszeichnungen für Musikverkäufe
Buzzcocks Version

| Land/Region                  | Auszeichnungen für Musikverkäufe (Land/Region, Auszeichnung, Verkäufe) | Verkäufe |
| ---------------------------- | ---------------------------------------------------------------------- | -------- |
| Vereinigtes Königreich (BPI) | Platin                                                                 | 600.000  |